# Pierre Veuillot

Pierre Marie Joseph Cardinal Veuillot [pjer marí žozef vejjo] (5. ledna 1913 Paříž – 14. února 1968 tamtéž) byl římskokatolický kardinál a pařížský arcibiskup.

## Život
Veuillot byl vysvěcen 26. března 1939 v Paříži. Jako kněz sloužil do roku 1942, kdy začal pracovat pro Segreteria di Stato della Santa Sede. Roku 1959 jej papež Jan XXIII. jmenoval biskupem v Angers. Zde působil až do 12. června 1961, kdy se stal biskupem koadjutorem v Paříži. Pařížským arcibiskupem se stal 1. prosince 1966. Papež Pavel VI. jej 26. června 1967 ustanovil titulárním kardinálem kostela San Luigi dei Francesi. Zemřel na leukémii ve věku 55 let, šest měsíců po svém jmenování.